# Босман, Андреа
Андреа Босман (нидерл. Andrea Bosman, род. 6 августа 1979, Эйндховен, Северный Брабант) — нидерландская шоссейная велогонщица.

## Карьера
Участвовала в чемпионатах мира по шоссейному велоспорту в 2007 и 2009 годах. Выиграла этапы в нескольких многодневных гонках, в том числе в: 2008 году — Тур Бретани, Грация Орлова; в 2009 — Стер Зеувс Эйанден.

## Достижения
2001
2-я на Стер Зеувс Эйанден
2006
Тур Бретани
2-я в генеральной классификации
3-й этап
2007
Грация Орлова
3-я в генеральной классификации
1-й этап
2008
1-й этап на Туре Бретани
3-й этап Ронде ван Гелдерланд
2009
5-й этап на Грация Орлова
3-й этап на Стер Зеувс Эйанден
Ronde rond het Ronostrand
Омлоп ван хет Хегеланд
3-я на Чемпионате Нидерландов — групповая гонка
4-я на Туре Берна
5-я на Опен Воргорда RR
2010
3-я на Гран-при Эльзи Якобс
2011
2-я на Омлоп Хет Ниувсблад

### Статистика выступления наГранд-турах
| Гонка / Год          | 2001 | 2002 | 2003 | 2004 | 2005 | 2006 | 2007 | 2008 | 2009 | 2010 |
| -------------------- | ---- | ---- | ---- | ---- | ---- | ---- | ---- | ---- | ---- | ---- |
| Тур де л'Од феминин  | —    | 53   | 27   | 36   | —    | —    | 12   | 24   | —    | 11   |
| Джиро д’Италия Донне | DNF  | —    | 28   | —    | 36   | —    | 31   | —    | —    | —    |

### Рейтинги
| Год                 | 2009 | 2010 | 2011 |
| ------------------- | ---- | ---- | ---- |
| Мировой рейтинг UCI | 36-й | 49-й | 76-й |
| Мировой кубок UCI   | 10-й | -    | -    |
|                     |      |      |      |
| Источник: UCI       |      |      |      |